# Поликарпос
Поликарпос (грч. Πολύκαρπος) је насељено место у општини Драма у периферији Источна Македонија и Тракија, Грчка. Према попису из 2021. године било је без становника.
Према бугарском географу и историчару, Василу Канчову, у Поликарпосу је 1900. године живело 250 Турака. Године 1923. турско становништво је принудно исељено у Турску а на њихово место је насељено 37 грчких избегличких породица, којих је на попису из 1928. године било 100. Село се раније звало Орманли.